# Lipaugus fuscocinereus
Lipaugus fuscocinereus là một loài chim trong họ Cotingidae.